# Fejfarictis
Fejfarictis představuje vyhynulý rod kočkotvárné šelmy, jehož jediným popsaným druhem je Fejfarictis valecensis. Holotyp a jediný známý fosilní materiál představuje částečně dochovalá levá polovina dolní čelisti s p4–m2, pocházející z lokality Valeč-Šibeniční Vrch na jihovýchodním okraji Doupovských hor. Ačkoli nález pochází již z roku 2017, vědecky popsán byl až roku 2024 (de Bonis, Ekrt, Kunstmüllerová & kol.). Druhové jméno odkazuje na místo nálezu, zatímco rodové na osobu českého paleontologa Oldřicha Fejfara.
Rod Fejfarictis byl interpretován jako zástupce kočkotvárných šelem z kladu Aeluroidea bez bližšího upřesnění čeledi. Pochází z geologických vrstev starých přibližně 34–33 milionů let, tedy z přelomu eocénu a oligocénu, což z něj společně s francouzským rodem Anictis dělá nejstarší známou kočkotvárnou šelmu z evropského kontinentu. Ve srovnání s rodem Anictis vykazuje rod Fejfarictis chrup méně specializovaný na masožravost či hypermasožravost, paleontolog Národního muzea Jan Wagner tuto zřejmě oportunistickou šelmu přirovnal k moderním promykám a cibetkám. Svou morfologií se Fejfarictis podobá soudobým mongolským rodům Asiavorator a Alagtsavbaatar. Doupovská lokalita poskytla jedny z nejvýchodněji lokalizovaných savčích fosilií spodního oligocénu v Evropě po Grande Coupure a nález pomáhá rekonstruovat tehdejší migrační vlny savců mezi Asií a Evropou, jíž oproti zástupcům kladu Aeluroidea později dominovaly spíše šelmy z čeledí Ursidae (medvědovití), Amphicyonidae a Nimravidae (možní bazální kočkotvární).